# 플라이트기어
플라이트기어 플라이트 시뮬레이터(FlightGear Flight Simulator), 줄여서 플라이트기어(FlightGear) 또는 FGFS는 1997년부터 플라이트기어 프로젝트에 의해 개발된 자유 오픈 소스 멀티 플랫폼 비행 시뮬레이터이다.
데이비드 머는 1996년 4월 8일에 이 프로젝트를 시작했다. 이 프로젝트는 1997년 처음 출시되었으며 계속 개발하고 있다. 마이크로소프트 윈도우, macOS, 리눅스, IRIX, 솔라리스를 포함한 다양한 운영 체제용 빌드를 갖추고 있다.
플라이트기어는 우주항공연구와 산업에 사용되는 공기역학 및 궤도 비행 시뮬레이터이다. 비행 다이내믹스 엔진 JSBSim은 새로운 시뮬레이션 코드가 우주산업 표준을 준수하는지를 평가하기 위해 2015 NASA 벤치마크에 사용된다.

## 같이 보기
- 마이크로소프트 플라이트 시뮬레이터
- X플레인 (시뮬레이터)
- 자유-오픈 소스 소프트웨어 패키지 목록